# Batrovci
Batrovci (en serbe cyrillique : Батровци) est un village de Serbie situé dans la province autonome de Voïvodine. Il fait partie de la municipalité de Šid dans le district de Syrmie (Srem). Au recensement de 2011, il comptait 259 habitants.
Batrovci est une communauté locale, c'est-à-dire une subdivision administrative, de la municipalité de Šid.

## Géographie

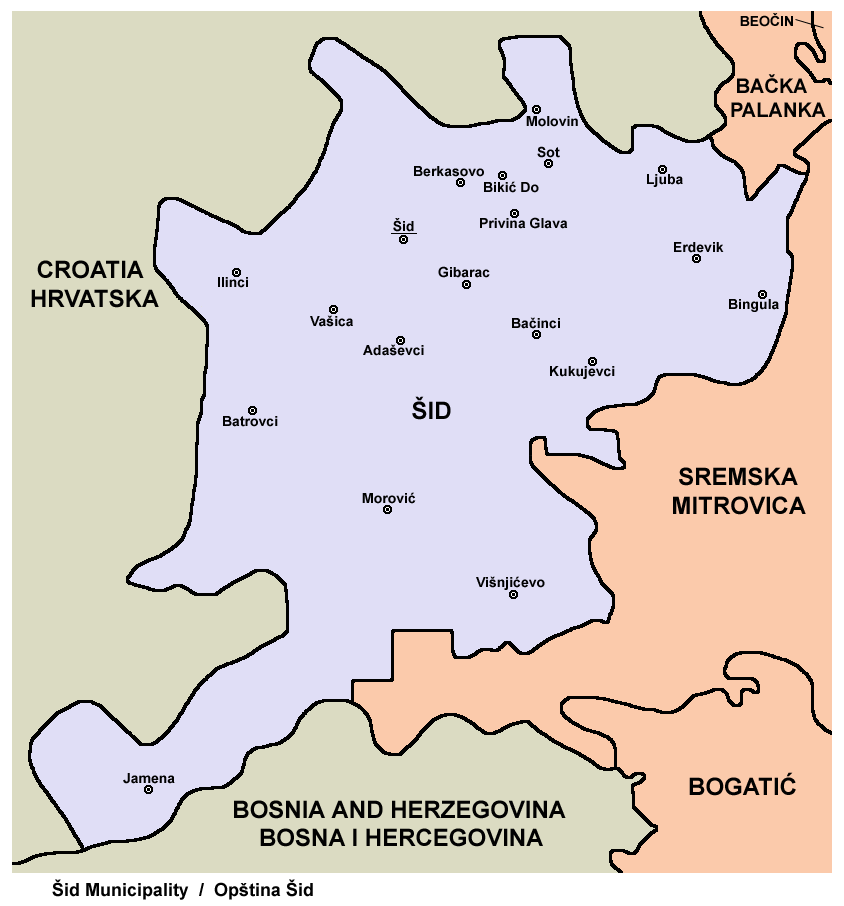
Localisation de Batrovci dans la municipalité de Šid

Batrovci se trouve dans la région de Syrmie et dans la partie occidentale de la municipalité de Šid, au sud-ouest de la ville ; par son territoire, le village constitue l'une des plus petites communautés locales de la municipalité. Batrovci se trouve à proximité de la frontière croate, le long des routes européennes E70 et E75, confondues à cet endroit.

## Histoire
Le village est mentionné pour la première fois en 1578.

## Démographie

### Évolution historique de la population
| 1948 | 1953 | 1961 | 1971 | 1981 | 1991 | 2002 | 2011 |
| ---- | ---- | ---- | ---- | ---- | ---- | ---- | ---- |
| 629  | 674  | 653  | 577  | 464  | 399  | 320  | 259  |

|  |

### Données de 2002
Pyramide des âges (2002)
En 2002, l'âge moyen de la population était de 41,6 ans pour les hommes et 45,7 ans pour les femmes.
Répartition de la population par nationalités (2002)
En 2002, les Serbes représentaient près de 68 % de la population ; le village possédait une importante minorité de Croates, représentant 28,4 % de la population.

### Données de 2011
En 2011, l'âge moyen de la population était de 45,2 ans, 41,6 ans pour les hommes et 48,6 ans pour les femmes.

## Tourisme
Batrovci abrite une maison ancienne inscrite sur la liste des monuments culturels protégés de la république de Serbie.